# ここリカ・プロダクション
ここリカ・プロダクションは、精神障碍者が働く就労継続支援B型事業所である。
メディア事業所として活動している。

## 概要
ここリカ・プロダクション（以下ここプロ）とは、北海道札幌市にある精神障碍者が働く就労継続支援B型事業所である。全国でも珍しい障碍者のメディア事業所として2014年6月16日に開所した。運営母体は、公益財団法人北海道精神保健推進協会である。仕事内容は、事前に考えているそれぞれが行う仕事を挙げ、その仕事に関連したことを皆で振り分けながら、仕事をしている。具体的には、映像制作、出張講義（大学・専門職・市民向けへの講義）、メールマガジンの配信・ブログ・Facebookのほか、研修企画・実施、ラジオ放送、その他に缶バッジなどを制作し、オリジナル商品の制作・販売などもしている。また、地域の人たちとつながりを大切にし、同じ町内会の住民が調理員として昼食を作っている。また事業所に町内会の人たちが出入りすることで、どのような仕事をしているか、何を行っているのか、知られている。さらに町内会からは仕事の依頼やDoはぐ（避難所運営ゲーム北海道版）を用いて防災の研修を依頼されるなど、交流があり、さまざまな形で応援されている。近隣には高齢者、障碍者、保育の施設も複数あり、お互いの行事に参加し合い交流を深めている。